# Praz-sur-Arly
Praz-sur-Arly és un municipi del departament de l'Alta Savoia i la regió d'Alvèrnia-Roine-Alps.